# かん忍!!茜
『かん忍!!茜』（かんにん あかね）は、樹原ちさとによる日本のギャグ漫画作品。

## 概要
集英社『りぼん』1982年11月号から1984年4月号までに連載されていた。1983年5月18日から1984年7月18日までに単行本全4巻が発売され、2010年にホーム社より文庫本全2巻が発売されている。

## ストーリー
忍者一族の末裔・東茜は、古都吹学園に転校して、忍術を使って、学園の秘密に探る。

## 登場人物
東茜（ひがし あかね）

## 書誌一覧
単行本
- 『かん忍!!茜』（原作：樹原ちさと、集英社 - りぼんマスコットコミックス、全4巻）

1. 1983年5月18日発行、ISBN 4-08-853262-7
2. 1984年1月18日発行、ISBN 4-08-853285-6
3. 1984年5月20日発行、ISBN 4-08-853296-1
4. 1984年7月18日発行、ISBN 4-08-853302-X

文庫本
- 『かん忍!!茜』（原作：樹原ちさと、ホーム社 - ホーム社漫画文庫、全2巻）

1. 2010年10月15日発行、ISBN 978-4-83-427455-4
2. 2010年10月15日発行、ISBN 978-4-83-427456-1